# Mangualde (futebolista)
Ricardo Jorge Marques Duarte, mais conhecido como Mangualde, (Mangualde, 14 de Fevereiro de 1982) é um futebolista português, que joga actualmente no Clube Desportivo de Tondela.